# فردریک دلک

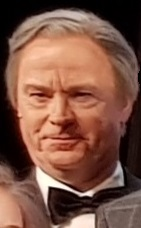
نگاره‌ای از فردریک دُلک - ۲۰۱۹

فردریک دُلک (متولد ۱۴ دسامبر ۱۹۶۱-سولنا) بازیگر و صداپیشه اهل کشور سوئد است. او حرفهٔ بازیگری را از سال ۱۹۹۱ شروع کرده‌است.

## قسمتی از فیلم‌شناسی
- سیلور مون
- داستان اسباب‌بازی
- دختری با خالکوبی اژدها